# Maciullamento
Per maciullamento, in medicina legale, si intende una condizione di un cadavere (o di una parte di esso) in cui questo si trova ridotto in pezzi che possono essere di dimensioni variabili a causa dell'azione di una forza meccanica in grado di distruggere i tessuti.
Il termine è usato anche in medicina d'urgenza per indicare lesioni traumatiche che hanno gravemente danneggiato un arto o un'altra parte del corpo.

## Cause
La causa più frequente di maciullamento di un arto è un incidente nel lavoro nel caso di operai a contatto con ingranaggi. Le mani possono accidentalmente restare impigliate in essi danneggiandosi in modo irreparabile.